# ماريا أوتيرو
ماريا أوتيرو (بالإسبانية: Maria Otero؛ بالإنجليزية: Maria Otero) هي سيدة أعمال بوليفية وأمريكية، ولدت في 8 أغسطس 1950 في لاباز في بوليفيا.